# A Yorkshire Tragedy
A Yorkshire Tragedy (Uma Tragédia de Yorkshire, em tradução literal) é uma peça da era jacobita, uma tragédia doméstica impressa em 1608 e ambientada no condado de Yorkshire, Inglaterra. Originalmente, a peça foi atribuída a William Shakespeare, mas o consenso crítico moderno rejeita essa atribuição e favorece o nome de Thomas Middleton para essa colocação.

## Contexto histórico
A Yorkshire Tragedy foi incorporada em Stationer's Register em Londres em 2 de Maio de 1608; a entrada assina a peça a "Wylliam Shakespeare". A peça foi publicada logo após, em um documento emitido pelo livreiro Thomas Pavier, que também tinha publicado Sir John Oldcastle, outra peça da lista de textos apócrifos de Shakespeare.

## Forma e gênero
A peça é incomum em se consistir de somente dez cenas. O texto impresso original identifica-a como "ALL'S ONE. OR, One of the foure Plaies in one, called a York-Shire Tragedy....". Isto implica claramente que a peça existente era uma entre outros trabalhos relacionados que foram encenados no estágio juntas. Acredita-se que A Yorkshire… fazia parte de uma antologia que reunia outras três peças, estas provavelmente escritas por John Fletcher e Nathan Field.
A natureza e a autoria das três peças perdidas que acompanharam A Yorkshire… podem ser somente uma matéria da conjectura.
A Yorkshire… foi uma tragédia doméstica; quando não, um dos gêneros premilinares do teatro inglês do renascimento. Arden of Faversham, uma outra peça da lista de textos apócrifos shakespearianos é um exemplo famoso; A Woman Killed with Kindness (Uma Mulher Assassinada com Bondade, literalmente), de Thomas Heywood, é outro exemplo proeminente.

## Autoria
Quando certos críticos, adiantadamente, permitiram a possibilidade da autoria ser de Shakespeare, a maioria, nos dois séculos passados, duvidaram dessa atribuição. O consenso crítico moderno favorece o nome de Thomas Middleton, mencionando evidências internas no texto da peça. Argumentos que favoreciam a possibilidade da autoria ser de Thomas Heywood ou de George Wilkins foram estudados, mas convenceram poucos comentadores.

## Sinopse
O jogo abre com uma conversação entre três empregados de um cavalheiro anónimo de Yorkshire, que esteja retornando a sua casa de campo após uma permanência passageira longa em Londres. Sam, que retornou com seu mestre, explica a Ralph e a Oliver que seu mestre abandonou seu fiancé local para casar uma outra mulher nova: " he' s casou-se, bateu-se sua esposa, e teve-se duas ou três crianças por her." Sam igualmente detalha seu master' apreço de s para a embriaguez, e jogos o modo para o que segue.
A segunda cena introduz os caráteres principais. A esposa tem um soliloquy da abertura, " Que acontecerá connosco?, " esse completa o retrato do protagonist' devoção de s a beber e jogar e comportamento desenfreado; quando o marido entra, justifica sua preocupação com seus palavras cruéis e comportamento mau geral. O Husband' a reputação de s começ assim o mau que três vizinhos, cavalheiros locais (se não anónimo), o procuram para fora reprove o e incitar sua reforma. Um dos cavalheiros é tão persistente que o marido perde sua têmpera e extrai sua espada; a luta dois, e o marido são deixados ferido no assoalho - mas retem sua atitude não-arrependido.
As tentativas da esposa para encontrar alguma maneira de alcangar e raciocinar com seu marido; pensamento de seu Husband' dias da universidade de s, solicita a ajuda do mestre de sua faculdade. O mestre controla tocar no Husband' a consciência de s e trabalha um efeito, embora não é tão positiva como pretendido. Uma vez que sozinho, o marido mergulha no despondency sobre seu declínio moral, expressado em seu " do soliloquy; Oh homem confuso de mil…." (Aqueles comentadores que permitem uma possibilidade de uma contribuição shakespeariano para o jogo tendem a centrar sua atenção nesta quarta cena e neste soliloquy.) Em um ajuste da paixão, o marido é movido para matar suas crianças para conservá-las da pobreza que vê em seu futuro. Agarra seu filho novo, extrai seu punhal, e facadas a criança.
Selvagem com raiva, o marido luta com uma empregada doméstica do serviço por uma outra criança; precipita o bebê ao assoalho. Sua esposa é horrorizada, mas incapaz de controlar seu marido; fere-a e deixa-a para mortos. O um bold(realce) servingman bastante para confrontá-lo é superado. O marido fuje, planeando assassinar o terceiro e mais novo de suas crianças, que está vivendo com sua enfermeira molhada próxima. É levado a cabo pelo mestre e pelos empregados; apprehend o, e trazem-no ao cavaleiro que sere como justiça local da paz.
Na cena final, o marido é trazido na custódia após seu repouso ancestral. Sua esposa está recuperando de suas feridas, e os corpos das crianças assassinadas são apresentados para o enterro. O marido é finalmente arrependido e contrite sobre suas ações… demasiado tarde para toda a restauração. O marido parte com os oficiais que acompanham o, para encontrar o julgamento de justiça; o mestre é deixado para expressar seu sofrimento na tragédia da família.